# Ограда
Ограда е вид неподвижна преграда. Тя може да бъде поставена на подходящо разстояние и с подходяща височина, за да ограничи достъпа до военни обекти, летища, промишлени предприятия, сгради, съоръжения, магистрали, терен, частни имоти, къщи, вили и др.
Оградата може да бъде съоръжена с допълнителни средства срещу проникване и да бъде оборудвана със сигнализация.
Оградата може да бъде изградена от дърво, метал, пластмаса, бетон, тухли, жив плет, композитни или други строителни материали.
Оградата може да бъде ниска и декоративна или висока с голяма степен на сигурност.
Оградата също може да бъде временна или постоянна.